# Ковалёв, Александр Устинович
Александр Устинович Ковалёв (11 августа 1923, Заборье, Смоленская губерния — 17 ноября 1990, Суджа, Курская область) — начальник радиостанции 385-го гвардейского тяжелого самоходного артиллерийского полка, гвардии старшина — на момент представления к награждению орденом Славы 1-й степени.

## Биография
Родился 11 августа 1923 года в селе Заборье (ныне — Демидовский район, Смоленская область). Образование среднее. Работал счетоводом на льнозаводе.
В июле 1941 года был призван в Красную Армию. В боях Великой Отечественной войны с июня 1942 года. В 1943 году вступил в ВКП/КПСС. Воевал в танковых частях. Участвовал в боях за освобождение Украины, Польши, штурмовал Берлин. Особо отличился в боях на завершающем этапе войны.
20 июля 1944 года начальник радиостанции 71-го отдельного гвардейского тяжелого танкового полка гвардии старшина Ковалёв в бою в районе села Руданцы под огнём вынес из танка тяжелораненого командира полка, оказал ему первую медицинскую помощь. Приказом от 29 августа 1944 года за спасение жизни командира гвардии старшина Ковалёв Александр Устинович награждён орденом Славы 3-й степени.
14 января 1945 года в бою за город Хмельник гвардии старшина Ковалёв обеспечил устойчивую связь между стрелковыми батальонами и командиром артиллерийского полка. Был ранен, но продолжал выполнять боевую задачу. Приказом от 4 марта 1945 года гвардии старшина Ковалёв Александр Устинович награждён орденом Славы 2-й степени.
22 апреля 1945 года в предместье Берлина группа вражеских автоматчиков атаковала танк командира полка. Отражая нападение, Ковалёв из пулемета уничтожил свыше 10 противников. Указом Президиума Верховного Совета СССР от 27 июня 1945 года за исключительное мужество, отвагу и бесстрашие, проявленные в боях с вражескими захватчиками гвардии старшина Ковалёв Александр Устинович награждён орденом Славы 1-й степени. Стал полным кавалером ордена Славы.
После войны продолжал службу в армии, стал офицером. В 1957 году капитан Ковалёв уволен в запас. Жил в городе Суджа Курской области. Работал заведующим отделом райисполкома. Скончался 17 ноября 1990 года.
Награждён орденами Отечественной войны 1-й степени, двумя орденами Красной Звезды, Славы 3-х степеней, медалями.